# 史敬鎔
史敬镕（9世纪？—930年），五代十国后唐官员，太原人。
史敬镕在李克用麾下为帐中纲纪，很受亲任。李存勖初嗣晋王位，李克宁计划谋害李存勖，暗中勾结史敬镕，把计划告诉他。既而史敬镕上报，曹太妃非常震惊，召张承业、李存璋等商议。李克宁等伏诛，史敬镕以功历任刺史。同光初年，担任华州鎮國軍節度使，后改安州安遠軍節度使。天成年间，入朝为金吾上将军。次年，再授邓州武勝軍節度使，至邓州数月去世。赠太尉。